# Aleksander Šeliga
Aleksander Šeliga (* 1. Februar 1980) ist ein slowenischer Fußballtorhüter.

## Karriere
Šeliga begann seine Profikarriere bei NK Celje. Im Jahr 2005 wechselte er zum tschechischen Klub Slavia Prag, bei dem er sich nicht durchsetzte und bereits nach einem Jahr zu seinem Heimatverein Celje zurückkehrte. Mit konstant guten Leistungen für NK Celje weckte er das Interesse des niederländischen Spitzenklubs Sparta Rotterdam, der den Schlussmann 2009 unter Vertrag nahm. Dort etablierte sich Šeliga auf Anhieb als Stammtorhüter.
Sein Länderspieldebüt feierte Aleksander Šeliga, der bereits seit 2007 ins Aufgebot der slowenischen Mannschaft berufen wurde, am 3. März 2010 beim Einsatz im 4:1-Testspielsieg gegen Katar. Bei der Fußball-Weltmeisterschaft 2010 in Südafrika stand Šeliga als dritter Torhüter im Kader Sloweniens.

## Titel und Erfolge
- Slowenischer Pokalsieger 2005